# Sierra Madre (California)
Sierra Madre è una città della Contea di Los Angeles, in California (Stati Uniti).